# Aprionus inquisitor
Aprionus inquisitor är en tvåvingeart som beskrevs av Boris Mamaev 1963. Aprionus inquisitor ingår i släktet Aprionus och familjen gallmyggor. Arten är reproducerande i Sverige. Inga underarter finns listade i Catalogue of Life.